# Megaselia pernigra
Megaselia pernigra är en tvåvingeart som först beskrevs av Santos Abreu 1921.  Megaselia pernigra ingår i släktet Megaselia och familjen puckelflugor. Inga underarter finns listade i Catalogue of Life.